# Bostrychopora
Bostrychopora is een monotypisch mosdiertjesgeslacht uit de familie van de Romancheinidae en de orde Cheilostomatida. De wetenschappelijke naam ervan is in 1988 voor het eerst geldig gepubliceerd door Hayward & Thorpe.

## Soort
- Bostrychopora dentata (Waters, 1904)